# Laurens Jan Brinkhorst
Laurens Jan Brinkhorst, né le 18 mars 1937 à Zwolle, est un homme politique et universitaire néerlandais.
Membre des Démocrates 66 (D66), qu'il dirige brièvement en 1982, lorsqu'il devient ambassadeur de l'Union européenne au Japon, jusqu'en 1987, ancien secrétaire d'État aux Affaires étrangères, chargé de la Coopération européenne (1973-1977), il revient aux affaires en tant que ministre de l'Agriculture (1999-2002), ministre des Affaires économiques (2003-2006) et vice-Premier ministre (2005-2006).
Il est le père de la princesse Laurentien (Laurentine), belle-sœur par mariage du roi Willem-Alexander.

## Éléments personnels

### Formation
Après avoir terminé ses études secondaires à La Haye, il accomplit des études supérieures de droit à l'université royale de Nimègue entre 1954 et 1959, puis obtient, en 1960, un Master of Arts de droit public et droit administratif à l'université Columbia.

### Carrière
Il commence à travailler dès 1960, comme employé du cabinet d'avocats new-yorkais Shearman & Sterling, qu'il quitte en janvier 1962 pour devenir assistant principal et associé de recherche à l'institut européen de l'université royale de Leyde. En 1965, il prend lui-même la direction de l'institut, puis obtient, un an plus tard, un poste de lecteur de droit des organisations internationales au sein de l'université. Il est ensuite nommé professeur de droit communautaire à l'université royale de Groningue, occupant ce poste jusqu'en 1973.
Il est choisi, en 1982, comme ambassadeur des Communautés européennes à Tokyo, puis directeur général de l'Environnement, de la Sécurité nucléaire et de la Consommation des Communautés européennes, cinq ans plus tard. Il cumule ce poste avec celui de professeur de droit international de l'environnement de l'université de Leyde à compter de 1992.
Il cesse de nouveau sa carrière en 1994, la reprenant partiellement en 2002, comme professeur d'organisations internationales et européennes à l'université de Tilbourg. Depuis novembre 2006, il occupe un poste de professeur de droit et organisations internationaux et européens à l'université de Leyde.

### Vie privée
Il est marié et père de deux enfants. Sa fille Laurentien a épousé le prince Constantijn des Pays-Bas, fils de la reine Beatrix et frère cadet du prince héritier Willem-Alexander.

## Parcours politique

### Les débuts
Il adhère au parti des Démocrates 66 (D'66) l'année de sa fondation, en 1966, et est élu quatre ans plus tard député aux États provinciaux fr la province de Groningue, où il siège pendant un an.

### Du gouvernement à la direction du parti
Le 11 mai 1973, il est nommé secrétaire d'État à la Coopération européenne dans le gouvernement de coalition du social-démocrate Joop den Uyl, dont il reste membre jusqu'à sa démission, le 22 mars 1973. Il est élu député à la Deuxième chambre des États Généraux lors des élections du 25 mai, où il devient aussitôt vice-président et secrétaire du groupe parlementaire des D'66. Il en prend la tête le 11 septembre 1981 puis il se voit désigné chef politique des D'66 le 8 septembre 1982.
Il renonce à la direction du parti le 8 novembre suivant, avant de démissionner de son mandat parlementaire trois jours plus tard.

### Le retour: député européen, puis ministre
Élu au Parlement européen lors des élections européennes de 1994, il est choisi, le 8 juin 1999, comme ministre de l'Agriculture, de la Protection de la nature et de la Pêche dans la « coalition violette » du social-démocrate Wim Kok. Il reste en poste jusqu'à la démission du gouvernement, le 16 avril 2002, date à laquelle il est chargé de l'intérim jusqu'au 22 juillet, lorsqu'une alliance de droite dirigée par le chrétien-démocrate Jan Peter Balkenende prend le relais.
Laurens Jan Brinkhorst revient au gouvernement, ayant été nommé ministre des Affaires économiques le 27 mai 2003, dans la nouvelle coalition de Balkenende. Il est promu Vice-ministre-président le 31 mars 2005, six jours après la démission de Thom de Graaf, mais démissionne le 30 mai 2006, du fait du retrait de la coalition décidé par les D'66. Il en profite alors pour quitter définitivement la vie politique.
En 2014, il est nommé coordinateur du Corridor méditerranéen par la Commission européenne, dans le cadre de la politique commune des transports (Réseau transeuropéen de transport). Il prend ses fonctions en juillet de la même année.

## Distinctions
- Officier de l'ordre d'Orange-Nassau